# Андем, Бассе Уильям
Бассе Уильям Андем (фр. Bassey William Andem; 14 июня 1968, Дуала, Камерун) — камерунский футболист, играл на позиции вратаря.
Выступал, в частности, за клуб «Боавишта», а также национальную сборную Камеруна.

## Клубная карьера
Андем родился в городе Дуала. Во взрослом футболе дебютировал в 1989 году выступлениями за команду из родного города «Юнион Дуала» (в том числе выступал на правах аренды в клубе «Олимпик» Мволие), в которой провёл два сезона. После этого уехал в Бразилию, где подписал контракт с «Крузейро» и боролся за место в основном составе с Дида. Конкуренцию камерунец проиграл и в течение 3-х сезонов сыграл только 9 матчей. В составе «Крузейро» в 1996 году завоевал кубок Бразилии. Позже перешёл в гораздо более скромный клуб «Баия», в составе которого выступал два сезона.
Своей игрой за последнюю команду привлек внимание представителей тренерского штаба клуба «Боавишта», к составу которого присоединился в январе 1998 года. В португальском чемпионате дебютировал 21 августа 1998 года в победном (2:0) поединке против «Витории». Уильям отстоял матч «на ноль». Сыграл за клуб из Порту следующие десять сезонов своей игровой карьеры. В течение первого сезона в португальской команде был основным вратарем, сыграв 29 матчей. По итогам того сезона «Боавишта» занял второе место в чемпионате, получив возможность сыграть во втором квалификационном раунде Лиги чемпионов. В сезоне 2000/01 годов стал победителем чемпионата Португалии. Старт в Лиге чемпионов для игроков «Боавишты» можно считать успешным. Команда вышла из группы, опередив киевское «Динамо» и дортмундскую «Боруссию», но не «Ливерпуль». Через год команда заняла второе место в чемпионате, на этом его успехи завершились. В «Боавиште» Уильяму пришлось длительное время конкурировать за место основного вратаря с будущим игроком «Спортинга» и сборной Португалии Рикарду. В сезоне 2001 года в чемпионате Португалии сыграл всего 6 матчей. После того, как Рикарду покинул команду, Андем стал её основным вратарем, однако уже в сезоне 2004/05 годов «Боавишта» подписал новый контракт, вытеснив Андема из основного состава. После того как ангольский вратарь был продан «Стяуа», Андем снова стал основным вратарем, после чего в 2-х следующих сезонах сыграл 43 поединка в португальском чемпионате.
Завершил профессиональную игровую карьеру в клубе «Фейренсе» со второй лиги, за команду которого выступал в течение 2007—2008 годов. В том сезоне он был лишь вторым вратарем команды. На момент завершения карьеры игрока Андему исполнилось 40 лет.

## Выступления за сборную
В 1990 году дебютировал в официальных матчах в составе национальной сборной Камеруна. В течение карьеры в национальной команде, которая длилась 9 лет, провёл в форме главной команды страны 52 матча. В течение этого времени был дублером основного вратаря камерунцев, Жака Сонго’о.
В составе сборной был участником Кубка африканских наций 1990 года в Алжире, Кубке африканских наций 1992 года в Сенегале (сыграл 3 матча, но камерунская сборная заняла в группе последнее место и вылетела из турнира), Кубка африканских наций 1996 года в ЮАР, чемпионата мира 1998 года во Франции. На чемпионате мира не сыграл ни одного матча, в то время как Жак Сонго’о, основной вратарь камерунцев на турнире, выступал во всех поединках.

## Клубная статистика
| Сезон   | Клуб             | Срана      | Флаг       | Турнир             | Матчи |
| ------- | ---------------- | ---------- | ---------- | ------------------ | ----- |
| 1989    | Юнион Дуала      | Камерун    | Камерун    | Чемпионат Камеруна | ?     |
| 1990    | Юнион Дуала      | Камерун    | Камерун    | Чемпионат Камеруна | ?     |
| 1991    | Юнион Дуала      | Камерун    | Камерун    | Чемпионат Камеруна | ?     |
| 1992    | Олимпик (Мволие) | Камерун    | Камерун    | Чемпионат Камеруна | ?     |
| 1993    | Олимпик (Мволие) | Камерун    | Камерун    | Чемпионат Камеруна | ?     |
| 1994    | Крузейро         | Бразилия   | Бразилия   | Серия A            | 1     |
| 1995    | Крузейро         | Бразилия   | Бразилия   | Серия A            | 5     |
| 1996    | Крузейроо        | Бразилия   | Бразилия   | Серия A            | 3     |
| 1997    | Баия             | Бразилия   | Бразилия   | Серия A            | 19    |
| 1998    | Баия             | Бразилия   | Бразилия   | Серия A            | 0     |
| 1998/99 | Боавишта         | Португалия | Португалия | Примейра-Лига      | 29    |
| 1999/00 | Боавишта         | Португалия | Португалия | Примейра-Лига      | 27    |
| 2000/01 | Боавишта         | Португалия | Португалия | Примейра-Лига      | 7     |
| 2001/02 | Боавишта         | Португалия | Португалия | Примейра-Лига      | 7     |
| 2002/03 | Боавишта         | Португалия | Португалия | Примейра-Лига      | 0     |
| 2003/04 | Боавишта         | Португалия | Португалия | Примейра-Лига      | 32    |
| 2004/05 | Боавишта         | Португалия | Португалия | Примейра-Лига      | 7     |
| 2005/06 | Боавишта         | Португалия | Португалия | Примейра-Лига      | 21    |
| 2006/07 | Боавишта         | Португалия | Португалия | Примейра-Лига      | 22    |
| 2007/08 | Фейренсе         | Португалия | Португалия | Сегунда-Лига       | 3     |

## Достижения
- Кубок обладателей Суперкубка Либертадорес
  - Обладатель (1): 1994 («Крузейро»)

- Примейра-Лига
  - Чемпион (1): 2001
  - Серебряный призёр (2): 1998, 2002

## Ссылка
- Профиль на сайте FIFA.com (англ.)
- Профиль игрока на сайте soccerpunter.com
- Профиль игрока на сайте worldfootball.net